# Komisarz armijny
Komisarz armijny (ros. Армейский комиссар), akronim armkom – specjalny stopień wojskowy dla najwyższego korpusu politycznego Armii Czerwonej i Floty Czerwonej w latach 1935–1942.
Wprowadzony postanowieniem Centralnego Komitetu Wykonawczego (CIK) i Rady Komisarzy Ludowych ZSRR z 22 września 1935. Obowiązywały dwa stopnie: armkom I rangi - do 7 maja 1940, armkom II rangi - do listopada 1942, kiedy to zostały zamienione odpowiednimi stopniami generalskimi:
- Armkom I rangi (Армейский комиссар 1-го ранга) – generał armii z 5 gwiazdkami
- Armkom II rangi (Армейский комиссар 2-го ранга) – generał armii z 4 gwiazdkami